# Dicranoptycha lataurata
Dicranoptycha lataurata är en tvåvingeart som beskrevs av Alexander 1963. Dicranoptycha lataurata ingår i släktet Dicranoptycha och familjen småharkrankar.
Artens utbredningsområde är Madagaskar. Inga underarter finns listade i Catalogue of Life.